# Ladantola aspersa
Genre
Espèce
Ladantola aspersa, unique représentant du genre Ladantola, est une espèce d'opilions laniatores de la super-famille des Gonyleptoidea à l'appartenance familiale Cranaidae.

## Distribution
Cette espèce est endémique de l'État d'Amazonas au Brésil. Elle se rencontre vers Santo Antônio près du rio Madeira.

## Description
La femelle holotype mesure 3 mm.

## Publication originale
- Roewer, 1932 : « Weitere Weberknechte VII (7. Ergänzung der: "Weberknechte der Erde", 1923) (Cranainae). » Archiv für Naturgeschichte, (N.F.), vol. 1, p. 275–350.